# Malva alcea

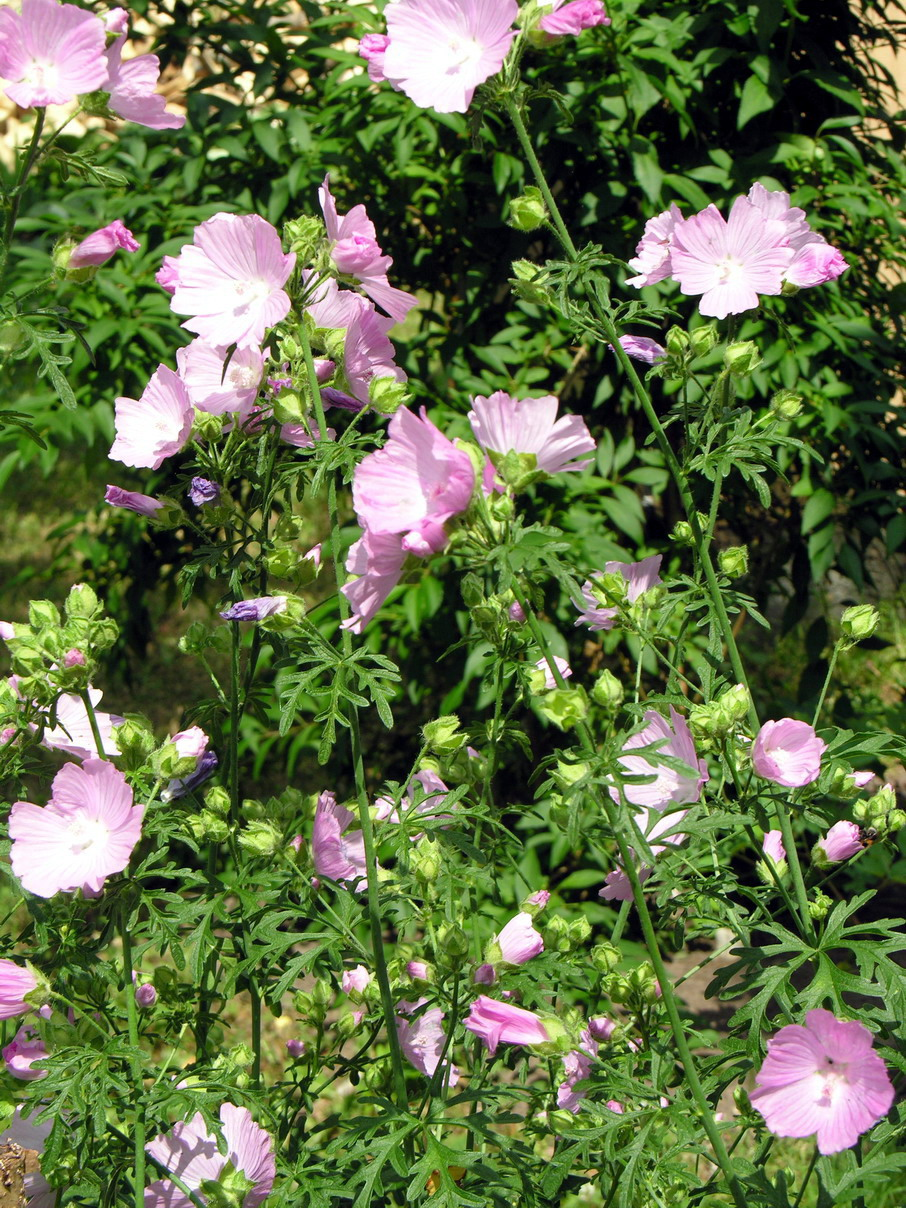
Planta amb flors

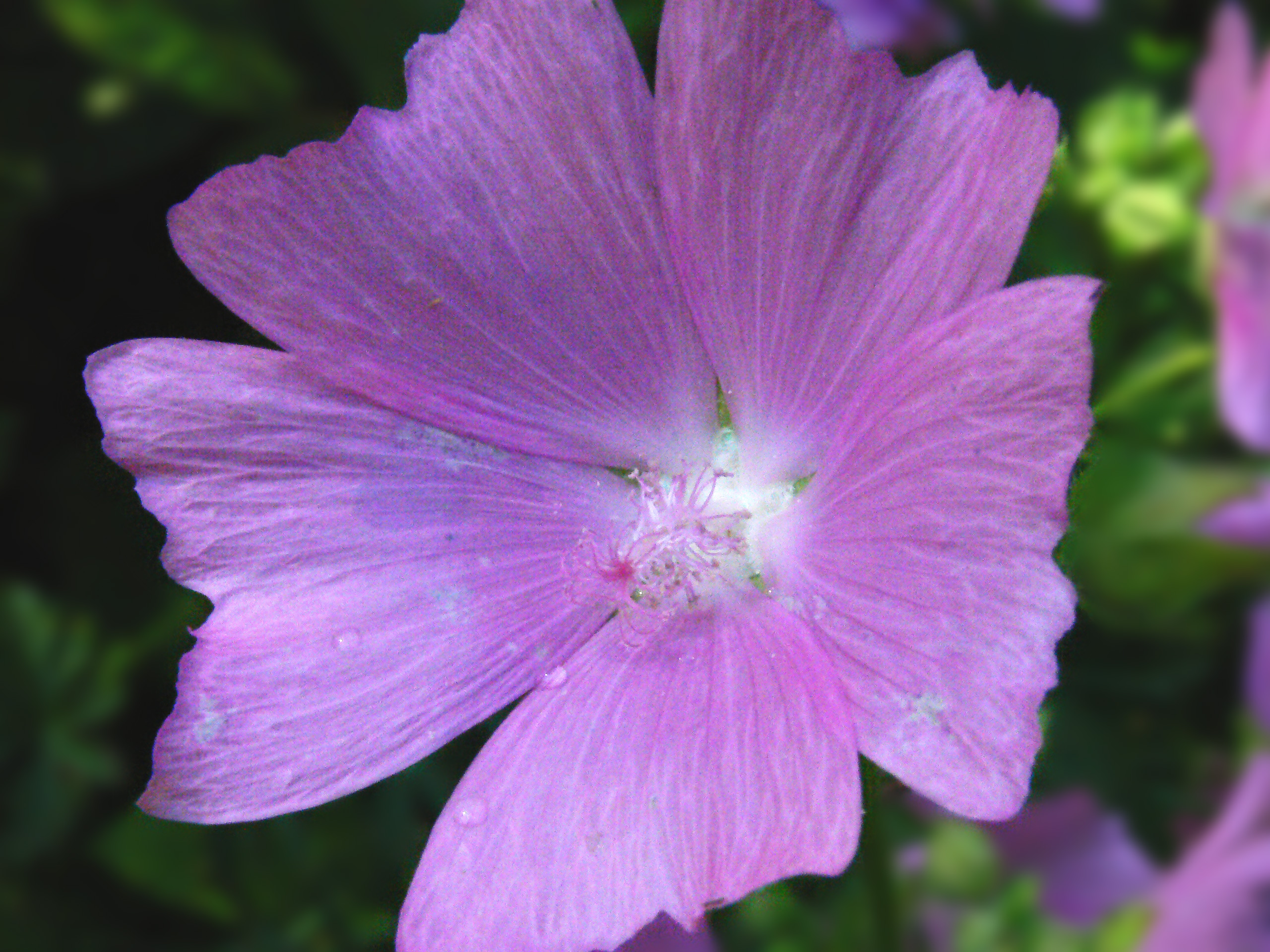
Flor

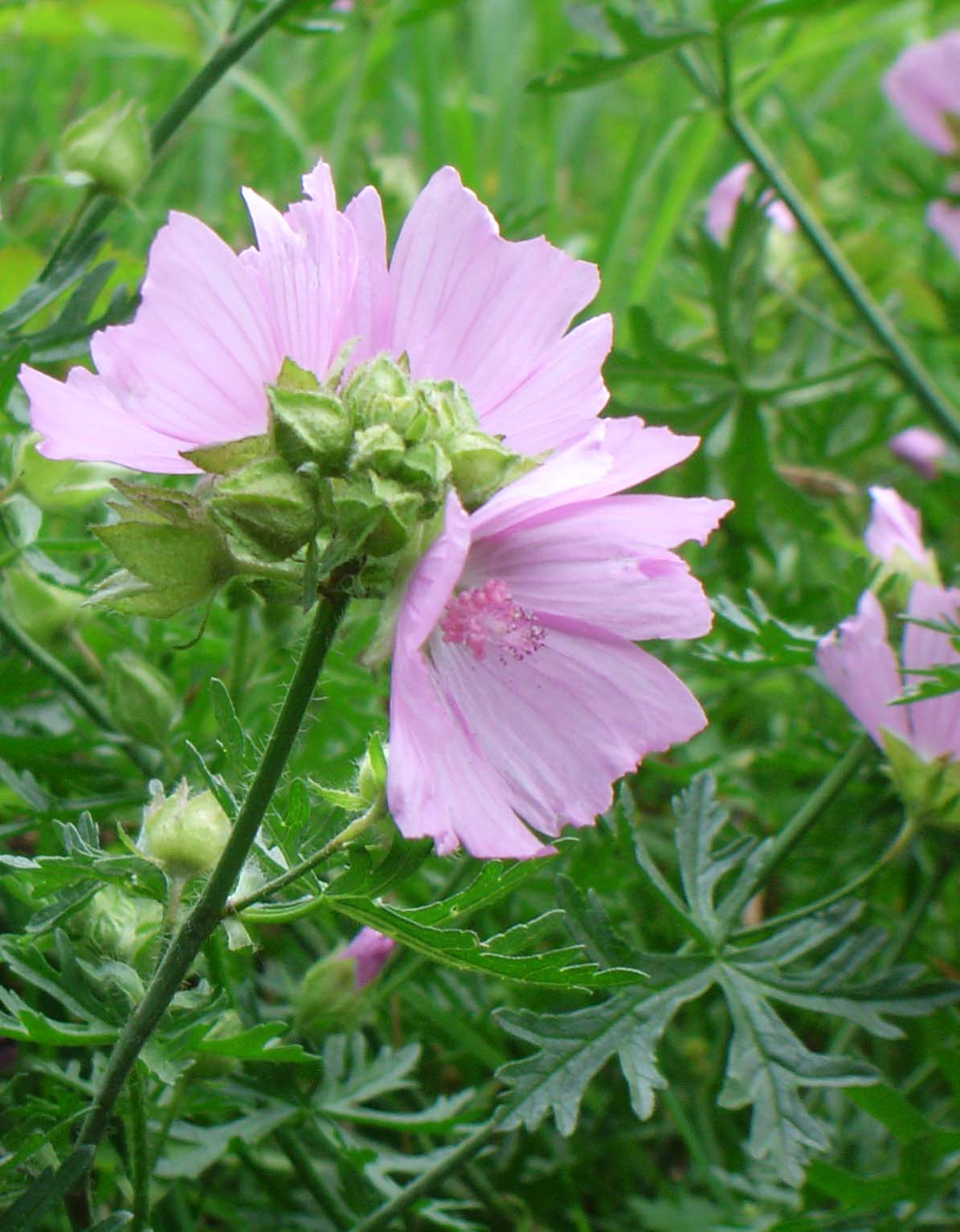
Inflorescència

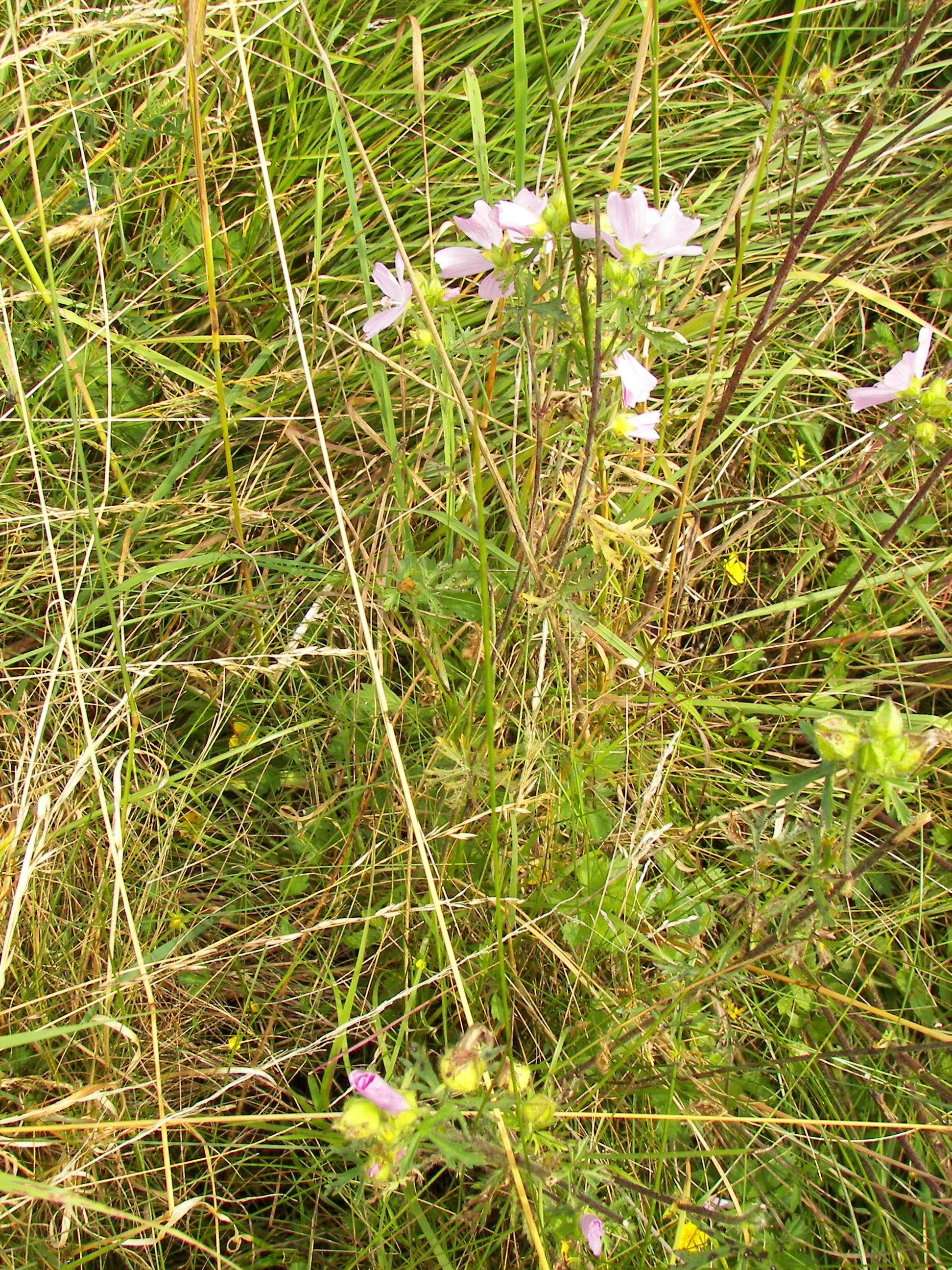
Planta

Malva alcea és una espècie de planta herbàcia de la família de les malvàcies, essent nativa del sud-oest, centre i est d'Europa i el sud-oest d'Àsia, des d'Espanya cap al nord fins al sud de Suècia i l'est de Rússia i Turquia. Se la troba a les bardisses i prats, prop de zones habitades i cunetes de carreteres molt per sota de la zona subalpina, al nord i l'est dels Pirineus.
Es tracta d'una planta perennifòlia que arriba a mesurar de 50 a 125 cm d'alçada, amb tiges cobertes de pèls estrellats. Les fulles mesuren 8,2 cm de longitud i 2,8 cm d'ample, són palmades lobulades amb de 5 a 7 lòbuls roms. Les fulles basals, més baixes a la tija, són superficialment lobulades, i les més altes a les tiges estan profundament dividides, amb lòbuls digitats com dits. Les flors apareixen per separat a prop de la cúspide en raïms en forma de corimbes que creixen de les axil·les de les fulles a l'estiu i la tardor. Mesuren uns 3,5-6 cm de diàmetre, amb 5 sèpals i 5 pètals de color rosa brillant, i no desprenen olor. El fruit té forma de disc esquizocàrpic de 8,4 mm de diàmetre, i conté diverses llavors. El nombre de cromosomes de Malva alcea i tàxons infraespecífics és 2n=84.

## Taxonomia
Malva alcea va ser descrita per L. i publicada al Species Plantarum 690 1753.

### Etimologia
- Malva: nom genèric que deriva del llatí malva, -ae, vocable emprat a l'antiga Roma per a diversos tipus de malves, principalment la malva comuna (Malva sylvestris), però també el "malví" o "altea" (Althaea officinalis) i la "malva arbòria" (Lavatera arborea). Àmpliament descrites, amb les seves nombroses virtuts i propietats, per Plini el Vell al seu Historia naturalis (20, LXXXIV).[8][9]

- alcea: epítet llatí que significa "alkaia, una espècie de malva"[10]

### Sinonímia
- Alcea palmata Gilib.
- Bismalva alcea (L.) Medik.
- Bismalva fastigiata Fourr.
- Malva abulensis Cav.
- Malva alcea subsp. excisa Holub
- Malva alceoides Ten.
- Malva bismalva Bernh. ex Lej.
- Malva cannabina M.Serres
- Malva decumbens Host
- Malva excisa Rchb.
- Malva intermedia Boreau
- Malva italica Pollini
- Malva lobata Cav.
- Malva moreniana Pollini
- Malva morenii Pollini
- Malva morisonii Pollini ex Schur[11]